# Leucopogon coryphilus
Leucopogon coryphilus är en ljungväxtart som beskrevs av André Guillaumin. Leucopogon coryphilus ingår i släktet Leucopogon och familjen ljungväxter. Inga underarter finns listade i Catalogue of Life.